# Очеретянка (річка)
Очеретянка — річка в Україні, у Черняхівському районі Житомирської області, ліва притока річки Тростяниця (басейн Прип'яті).

## Опис
Довжина 32 км, похил річки — 1,4 м/км. Формується з великої кількості безіменних струмків та чотирьох водойм. Площа басейну 246 км².

## Притоки
- Безіменна, Глибинець (праві).

## Розташування
Очеретянка бере свій початок на східній околиці села Велика Горбаша. Спочатку тече на північ і північний захід. У межах селища Черняхів повертає на північний схід. Тече селами Андріївка, Очеретянка, Рудня, Браженка та Селець. На східній околиці села Сали впадає в річку Тростяниця, праву притоку Ірші.

## Риби Очеретянки
У річці найпоширенішими є такі види риб, як окунь, пічкур, плітка звичайна, щука звичайна та карась звичайний.